# Taru Rinne
Taru Rinne, född 27 augusti 1968 i Åbo, är en finsk före detta roadracingförare. I roadracing kör män och kvinnor i samma klass och hon var den första kvinnan att ta poäng i världsmästerskapen.

## Karriär

### Karting
Taru Rinne började sin racingkarriär i karting, där hon framgångsrikt tävlade mot framtida formel 1-förare som Mika Häkkinen, Mika Salo och Jyrki Järvilehto. Hon blev finsk mästare i 85cc-klassen 1979, före Häkkinen. 1980 blev hon tvåa efter Salo och 1981 efter Häkkinen. Året därpå var placeringarna ombytta och Rinne vann före Häkkinen. Samma sak tycktes hända 1983, men ett bränsleprov från Rinnes kart från sista loppet blev underkänt och hon diskvalificerades, vilket gav Häkkinen titeln. Rinne stängdes också av ett år från bilracing, vilket ledde till att hon slutade med sporten.

### Roadracing
Rinne bytte till två hjul. Hon började köra roadracing i 125 cm³-klassen och visade sig ha talang. Hondaföraren gjorde VM-debut 1987 i Sveriges Grand Prix på Anderstorp. Hon tvingades bryta efter att ha kört av i depåkurvan då hon låg på elfte plats. Hon körde även Tjeckoslovakiens GP samma år och kom i mål på 20:e plats. Säsongen 1988 kvalade Rinne in som 28 i Frankrikes GP 1988, men körde upp sig och slutade på 14:e plats. Därmed hade hon tagit sina första två VM-poäng. Två race till denna säsong gav inga placeringar. 1989 blev den mest omfattande och framgångsrika säsongen för Rinne. I Västtysklands Grand Prix kvalade hon in som tvåa och slutade sjua, vilket också blev hennes bästa resultat i karriären. Totalt körde hon in 7 race 1989, fick ihop 23 poäng och slutade på 17:e plats i VM-tabellen. Säsongen 1990 drabbades Rinne av skador. Hon körde fem deltävlingar och blev utan poäng. Australiens GP blev hennes sista VM-tävling i karriären.

## Andra kvinnliga roadracingförare
- Gina Bovaird
- Katja Poensgen